# Антуанетта Амалія Брауншвейг-Вольфенбюттельська
Антуанетта Амалія Брауншвейг-Вольфенбюттельська (нім. Antoinette Amalie von Braunschweig-Wolfenbüttel; 14 або 22 квітня 1696 — 6 березня 1762) — принцеса Брауншвейг-Вольфенбюттельська з роду Вельфів, донька герцога Брауншвейг-Люнебургу і князя Брауншвейг-Вольфенбюттелю Людвіга Рудольфа та принцеси Еттінген-Еттінгенської Крістіни Луїзи, дружина герцога Брауншвейг-Люнебургу князя Брауншвейг-Вольфенбюттелю Фердинанда Альбрехта II.

## Біографія
Антуанетта Амалія народилася 14 або 22 квітня 1696 року у Вольфенбюттелі. Вона була четвертою дитиною та четвертою донькою в родині князя Брауншвейг-Вольфенбюттельського Людвіга Рудольфа та його дружини Крістіни Луїзи Еттінген-Еттінгенської. Дівчинка мала двох старших сестер: Єлизавету Крістіну та Шарлотту Крістіну. Ще одна сестра померла немовлям до її народження. Країною в цей час правив їхній дід Антон Ульріх.

У віці 16 років Антуанетта Амалія вийшла заміж за 32-річного герцога Брауншвейг-Бевернського Фердинанда Альбрехта II. Весілля відбулося 15 жовтня 1712 року у Брауншвейзі. Шлюб виявився щасливим. У подружжя живими народилося чотирнадцятеро дітей. 

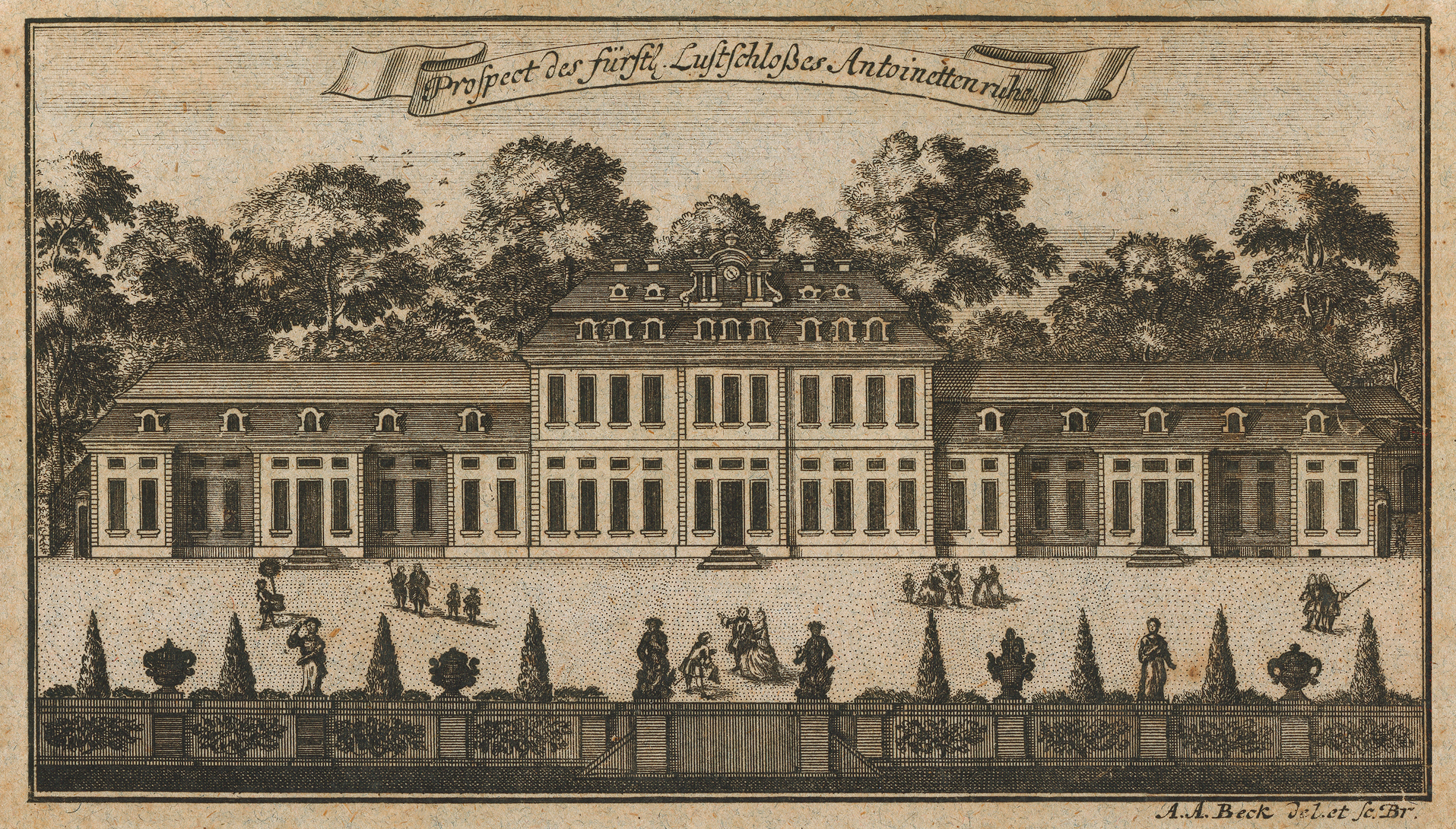
Замок Антуанеттенрух

У березні 1735 року Фердинанд Альбрехт наслідував тестю, проте сам за кілька місяців помер. Брауншвейг-Вольфенбюттель очолив їхній з Антуанеттою син Карл.
Після смерті чоловіка герцогиня проживала у замку Антуанеттенрух, збудованому для неї батьком. Померла у Брауншвейзі 6 березня 1762 року в поважному віці. Була похована поруч із чоловіком у Брауншвейзькому соборі, не зважаючи на бажання спочивати біля замку Антуанеттенрух.

## Родина

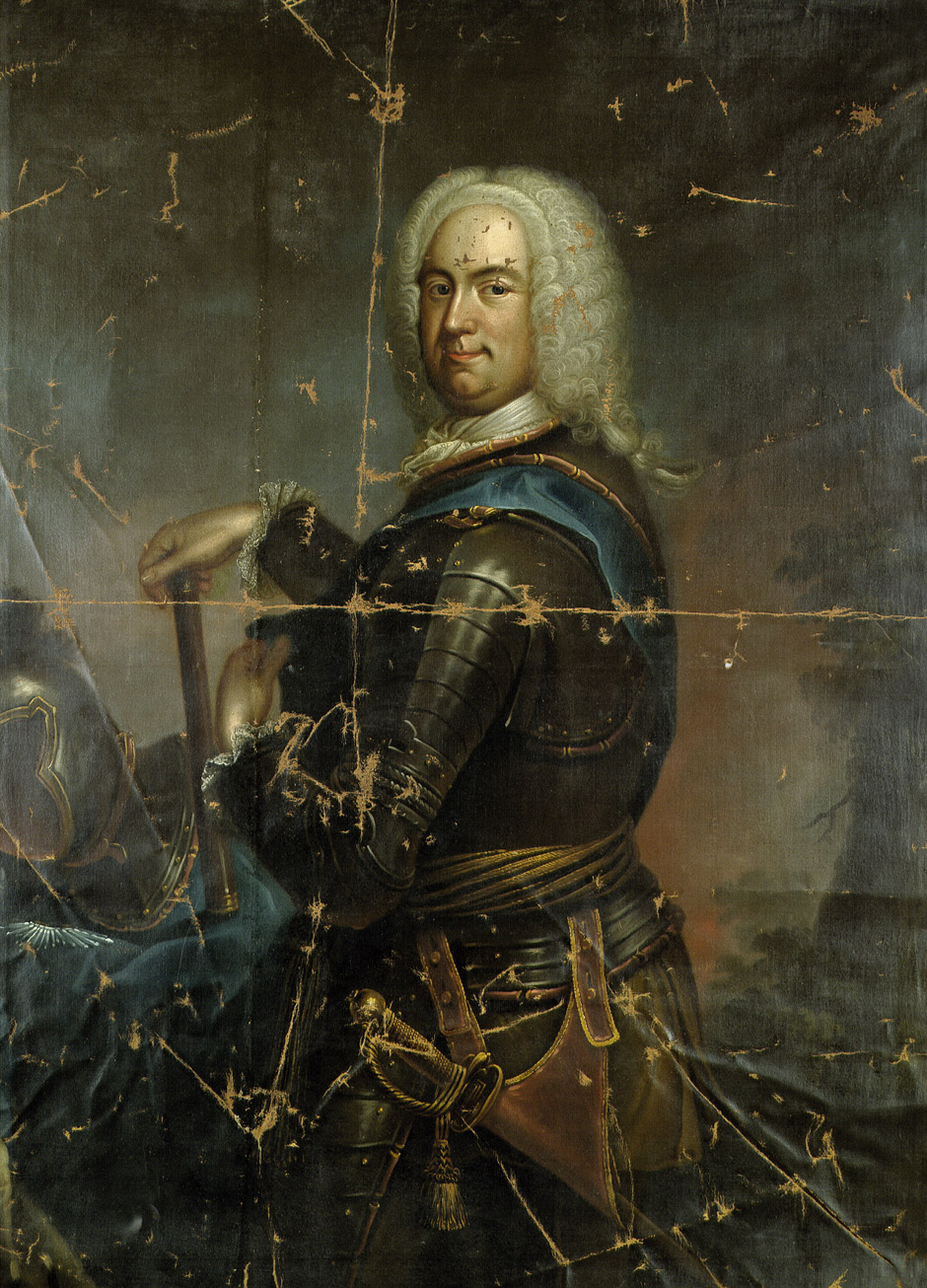
Фердинанд Альбрехт близько 1720 року

Чоловік — Фердинанд Альбрехт II, герцог Брауншвейг-Бевернський
Діти:
- Карл (1713—1780) — герцог Брауншвейг-Вольфенбюттеля у 1735—1780 роках, був одруженим із прусською принцесою Філіпіною Шарлоттою, мав численних нащадків;
- Антон Ульріх (1714—1776) — генералісимус російської армії, був одруженим із регенткою Російської імперії Анною Леопольдівною, мав п'ятеро дітей
- Єлизавета Крістіна (1715—1797) — дружина короля Пруссії Фрідріха II, дітей не мала;
- Людвіг Ернст (1718—1788) — генерал-фельдмаршал австрійської армії, одруженим не був, дітей не мав;
- Август (1719—1720) — прожив 4 місяці;
- Фердинанд (1721—1791) — генерал-фельдмаршал прусської армії, одруженим не був, дітей не мав;
- Луїза Амалія(1722—1780) — дружина прусського принца Августа Вільгельма, мала із ним четверо дітей;
- Софія Антонія (1724—1800) — дружина герцога Саксен-Кобург-Заальфельдського Ернста Фрідріха, мала із ним семеро дітей;
- Альбрехт (1725—1745) — загинув у віці 20 років у битві при Соорі, одруженим не був, дітей не мав;

- Шарлотта (1726—1766) — абатиса Кведлінбурзького монастиря, одружена не була, дітей не мала;
- Тереза Наталія (1728—1778) — абатиса Ґандерсхаймського монастиря у 1767—1778 роках, одружена не була, дітей не мала;
- Юліана Марія (1729—1796) — дружина короля Данії та Норвегії Фредеріка V, мала семеро дітей;
- Фрідріх Вільгельм (1731—1732) — прожив 1 рік;
- Фрідріх Франц (1732—1758) — генерал-майор прусської армії, загинув у битві при Хохкірхе, одруженим не був, дітей не мав.